# Bone Machine
Bone Machine är ett album gjort av Tom Waits från 1992.

## Låtlista
Låtarna skrivna av Tom Waits, där inget annat namn anges.
1. "Earth Died Screaming"
2. "Dirt In the Ground" (Tom Waits, Kathleen Brennan)
3. "Such a Scream"
4. "All Stripped Down"
5. "Who Are You" (Tom Waits, Kathleen Brennan)
6. "The Ocean Doesn't Want Me"
7. "Jesus Gonna Be Here"
8. "Little Rain" (Tom Waits, Kathleen Brennan)
9. "In the Colosseum" (Tom Waits, Kathleen Brennan)
10. "Going Out West" (Tom Waits, Kathleen Brennan)
11. "Murder In the Red Barn" (Tom Waits, Kathleen Brennan)
12. "Black Wings" (Tom Waits, Kathleen Brennan)
13. "Whistle Down the Wind"
14. "I Don't Wanna Grow Up" (Tom Waits, Kathleen Brennan)
15. "Let Me Get Up On It"
16. "That Feel" (Tom Waits, Keith Richards)